# انتخابات المجلس الجزائري 1948
أجريت انتخابات لمجلس جديد في الجزائر المستعمرة الفرنسية يومي 4 و 11 أبريل 1948. كان من المقرر انتخاب الجمعية الجديدة المكونة من 120 مقعدًا من قبل كليتين، ستصوت كل منهما على 60 مقعدًا؛ تمثل كلية واحدة حوالي 1500000 من الأوروبيين واليهود الجزائريين، بالإضافة إلى بضعة آلاف من المسلمين «الأفولوي»، والثانية من بين حوالي 8000000 مسلم «أصلي». في أعقاب فوز حركة انتصار الحريات الديمقراطية (MTLD) في الانتخابات المحلية لعام 1947، ومع تعيين MTLD وزميله الوطني UDMA للفوز بأغلبية في الكلية الثانية في الجولة الثانية من التصويت، قامت السلطات بتزوير ينتج أكثر من ثلثي المقاعد لضمان فوز المستقلين المؤيدين للحكومة. تم التلاعب بانتخابات الجمعية من قبل السلطات لضمان نتيجة إيجابية. كان التزوير وقحًا لدرجة أن عبارة «انتخاب الجزائريين» أصبحت مرادفة للانتخابات المزورة.

## سلوك
مارسيل إدموند نايجلين، العضو البارز في القسم الفرنسي من منظمة العمال الدولية (SFIO) ووزير التعليم في الحكومة الفرنسية، تم تعيينه من قبل الحكومة كحاكم عام للجزائر في 11 فبراير 1948. كان نايجلن نجل ألسيتي كان قد اختار الانتقال إلى فرنسا بعد ضم ألمانيا الألزاس في عام 1870، وكان ضد الاستقلالية الألزاسية («الانفصاليين»)، وقد طور نفس العداء تجاه «الانفصاليين» الجزائريين.
جنبا إلى جنب مع السلطات الفرنسية، قام بتنظيم تزوير الانتخابات وتخريب الوضع الجديد للجزائر (1947)، الذي عارضه بقوة حلفاء SFIO في تحالف الحكومة الفرنسية، الذي هدد بسحب دعمهم. وكان من بينهم زعيم لوبي «الجزائر الفرنسية»، نائب قسطنطين رينيه ماير.
تم إلقاء القبض على المرشحين قبل الانتخابات، وكانت صناديق الاقتراع محشوة من قبل الإدارة الاستعمارية، وتم التصويت في القرى (دوارات) دون كشك الاقتراع تحت مراقبة الجيش. انتصر القوميون الجزائريون في الجولة الأولى من الانتخابات، لكن أدواهم كان أسوأ بكثير في الجولة الثانية نتيجة للتزوير.

## النتائج
ونتيجة للتزوير، من 60 مقعدا كلية الثانية، فاز MTLD تسعة فقط، بما في ذلك مصالي الحاج، العربي دماغ العتروس (السفير المستقبلي للجزائر المستقلة إلى اندونيسيا ويوغوسلافيا)، شوقي مصطفاوي والجيلاني مبارك، في حين فاز UDMA ثمانية، بما في ذلك فرحات عباس، في حين ذهب 43 إلى المستقلين، وغالبا ما يطلق عليهم اسم بني أوي . من بين مقاعد الكلية الستين الأولى، كان هناك أربعة اشتراكيين وواحد شيوعي و 55 يمينيًا.
| الحزب                                  | الكلية الأولى | الكلية الأولى | الكلية الأولى | الكلية الثانية | الكلية الثانية | الكلية الثانية | مجموع </br> المقاعد |
| الحزب                                  | الأصوات       | ٪             | مقاعد         | الأصوات        | ٪              | مقاعد          | مجموع </br> المقاعد |
| -------------------------------------- | ------------- | ------------- | ------------- | -------------- | -------------- | -------------- | ------------------- |
| الاتحاد الجزائري - تجمع الشعب الفرنسي  |               |               | 40            |                |                | 0              | 40                  |
| حركة انتصار الحريات الديمقراطية        |               |               | 0             |                |                | 9              | 9                   |
| الاتحاد الديمقراطي للبيان الجزائري     |               |               | 0             |                |                | 8              | 8                   |
| القسم الفرنسي لمنظمة العمال الدولية    |               |               | 4             |                |                | 0              | 4                   |
| الحزب الشيوعي الجزائري                 |               |               | 1             |                |                | 0              | 1                   |
| الحزب الراديكالي                       |               |               | 2             |                |                | 0              | 2                   |
| الجذور المستقلة                        |               |               | 4             |                |                | 0              | 4                   |
| المستقلين                              |               |               | 9             |                |                | 41             | 50                  |
| الفيدرالي المستقل                      |               |               | 0             |                |                | 1              | 1                   |
| اشتراكي مستقل                          |               |               | 0             |                |                | 1              | 1                   |
| مجموع                                  |               |               | 60            |                |                | 60             | 120                 |
| المصدر: وثائق الجزائريين. سيري بوليتيك |               |               |               |                |                |                |                     |

## بعد
بعد الانتخابات، قيل إن فرحات عباس أخبر ماريشال جوين «Il''y a plus d'autre solution que les mitraillettes. »(«لم يعد هناك حل آخر غير بنادق الرشاشات»).